# Yerma
Yerma (1934) è una delle tre opere teatrali che fanno parte della "trilogia lorchiana", assieme a La Casa di Bernarda Alba (1936) e Bodas de Sangre (1933) di Federico García Lorca.
Fu pubblicato a Santiago del Cile nel 1937

## Trama
Il dramma si svolge in un'imprecisata località rurale della Spagna.

### Atto I
Yerma e Juan sono sposati da due anni, ma non hanno ancora avuto figli. I due sembrano molto affiatati: mentre lui si prepara ad andare a lavorare nei campi, lei gli usa molte premure e insiste perché beva del latte; tuttavia appare presto chiaro che Yerma, consumata dal desiderio di avere figli, vuole che Juan sia in salute esclusivamente perché le possa dare un bambino. Juan è insofferente alle attenzioni della moglie e appare da subito restio all'idea di diventare padre (nel corso della storia sarà spesso suggerito che sia lui, e non sua moglie, a essere sterile). Rimasta sola, Yerma cuce una copertina neonatale per María, una sua amica sposata da soli cinque mesi e già incinta, cantando e parlando col bambino che sogna di avere. Arrivata María, le quale confida il suo timore di essere sterile. Successivamente arriva anche Vìctor, un caro amico della coppia, che vedendo la copertina che Yerma sta cucendo pensa sia lei ad aspettare un bambino. Le consiglia, scherzosamente, di continuare a provare e riprovare finché non ne avrà uno tutto suo.
Più tardi Yerma va a portare il pranzo a Juan. Sulla strada del ritorno incontra una vecchia donna che ha avuto ben quattordici figli, alla quale chiede il segreto grazie al quale ci è riuscita. La donna ritiene che l'unico segreto sia la passione, e Yerma ammette di non provare sentimenti forti per suo marito; al contrario, si sente attratta da Vìctor, del quale in passato era stata innamorata. Continuando il suo cammino, la donna rimane scandalizzata dall'atteggiamento di due ragazze: una è uscita lasciando il suo figlioletto solo in casa; l'altra, sposata e senza figli, è felice di non averne.
Yerma ritrova Vìctor, e tra i due si svolge una scena di passione repressa e desideri inespressi, interrotta dall'arrivo di Juan. L'uomo si infuria perché lei non è tornata subito a casa e si è fermata a chiacchierare, preoccupandosi di cosa potrebbe del pettegolezzo altrui; le annuncia poi di voler lavorare ai campi per tutta la notte, lasciandola sola e disperata per la perdita dell'ennesima occasione di concepire un figlio.

### Atto II

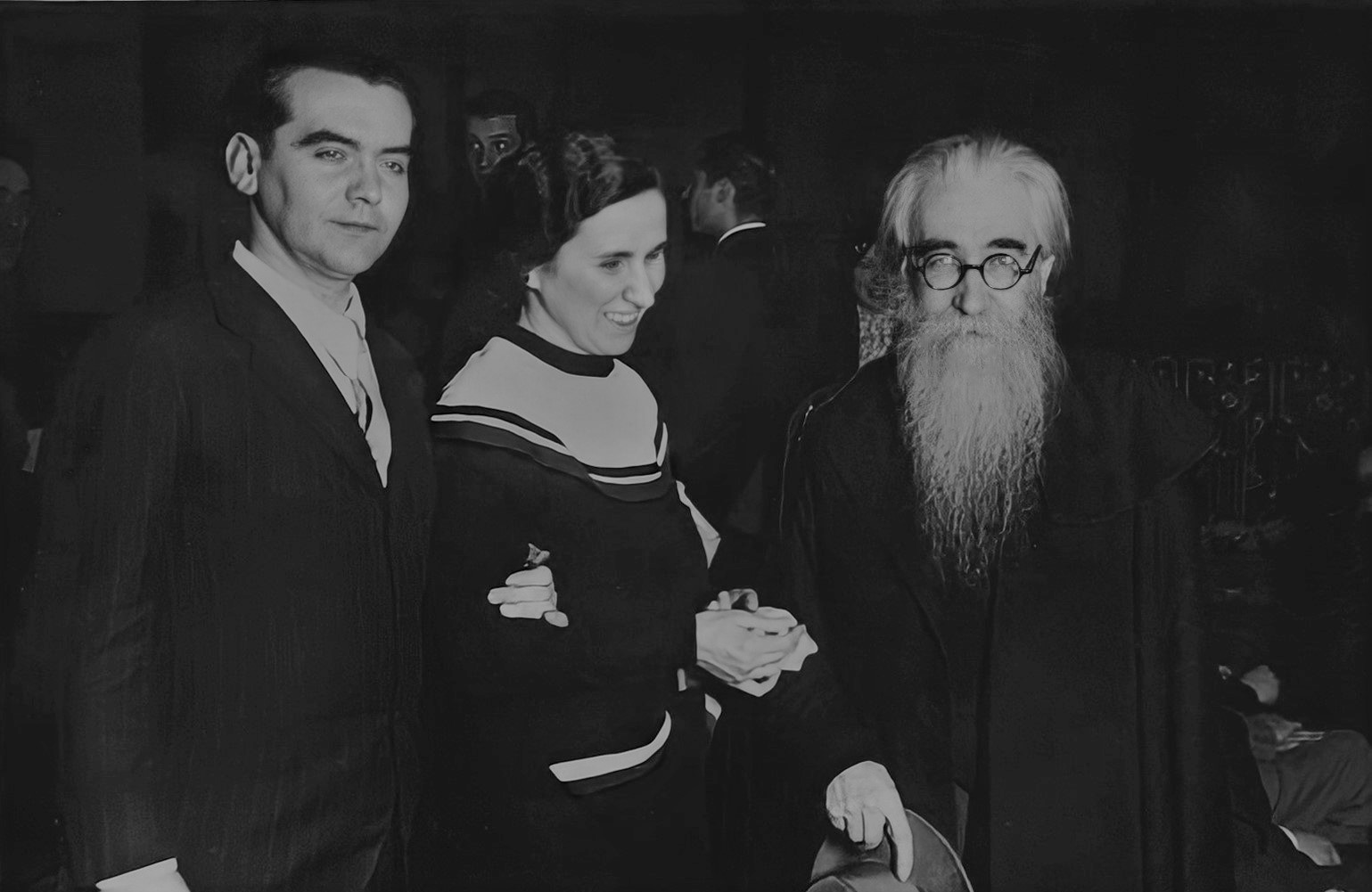
Federico García Lorca, Pura Maórtua Lombera (Pura de Ucelay) e Ramón María del Valle-Inclán alla prima di Yerma, Madrid, 1934.

Sono passati tre anni. Cinque lavandaie, radunatesi sulla riva di un fiume per lavare i panni, chiacchierano di una donna sposata da tempo che ancora non ha avuto bambini, il cui marito l'ha chiusa in casa e ha chiamato le sue due sorelle a vivere con loro perché le badino. La donna è Yerma, e le lavandaie credono che il motivo di tutto questo sia la sua infedeltà, riferendosi alla sua storia con Vìctor.
La scena si sposta nuovamente su Yerma. Il suo matrimonio con Juan si è incupito: suo marito l'ha rinchiusa in casa sotto l'occhio delle due sorelle, ma lei riesce spesso a scappare, provocando la rabbia dell'uomo. Juan crede che Yerma voglia tradirlo e teme il giudizio della gente; in realtà lei gli è fedelissima, e sopporterebbe perfino la clausura se solo potesse avere un bambino. Il dolore che ella prova per questa mancanza diventa manifesto con la visita di María, che esita a vedere Yerma poiché la sola vista del suo bambino la getta nella disperazione. Yerma riceve infine la visita inaspettata della ragazza senza figli che aveva incontrato nel primo atto, la quale le comunica che sua madre Dolores vuole vederla: costei conosce erbe e riti in grado di rendere fertile una donna.
Più tardi arriva anche Víctor per dire addio a Yerma: l'uomo sta per lasciare il paese, senza rivelarne il motivo. Anche stavolta la loro passione repressa è interrotta dall'arrivo di Juan: si scopre che l'uomo ha comprato il gregge di Víctor, ed è fortemente sottinteso che abbia fatto violente pressioni sull'amico per allontanarlo da Yerma. Frustrata e infuriata, Yerma scappa di casa per recarsi da Dolores.

### Atto III
Yerma, Dolores e la donna vecchia del primo atto hanno perpetrato un rito di fertilità pregando per una notte intera nel cimitero. Mentre le tre attendono l'alba arriva Juan, furioso non solo perché Yerma gli ha disobbedito, ma soprattutto per il rituale che ella ha appena compiuto. L'uomo ribadisce per l'ennesima volta di non volere figli, anche perché Yerma ha molti fratelli e sorelle e dunque non è necessario che porti avanti la stirpe, portando la donna a maledire se stessa e la sua famiglia.
La scena si sposta presso un santuario tra le montagne, dove molte donne sterili, tra cui Yerma, hanno compiuto un pellegrinaggio. Sul sagrato si sono radunati molti uomini che sperano di trovare moglie tra le ragazze nubili, o addirittura di sedurne una già sposata ma senza figli. La donna vecchia avvicina Yerma rivelandole di aver conosciuto non solo Juan, ma anche suo padre e suo nonno, e tutti loro erano stati incapaci di procreare finché non ne avevano avuto l'obbligo; Juan, non essendo costretto a fare un figlio, non ne vorrà mai uno. La donna propone quindi a Yerma di lasciarlo e di venire a vivere in casa sua con suo figlio, che lei ritiene un vero uomo e che sarebbe in grado di darle tutti i figli che vuole; Yerma, nonostante il suo disperato bisogno di maternità, rifiuta la lusinga a causa del suo massiccio senso dell'onore.
Juan spia l'intera conversazione: pur ammirando la fedeltà di sua moglie, le impone di abbandonare per sempre l'idea di diventare madre. Lui infatti crede esclusivamente in ciò che può vedere e toccare, e crede che Yerma sarebbe felice se si accontentasse come lui di ciò che ha invece di soffrire sulla mancanza di un bambino che non c'è. Yerma comprende a questo punto che Juan non ha mai voluto né mai vorrà un bambino, così, fingendo di accettare la sue decisione, lo strangola in un abbraccio, uccidendo insieme a lui la propria speranza di diventare madre. Mentre tutte le persone accorrono attorno a lei e al corpo di suo marito, la donna grida:

## Personaggi principali
- Yerma: la protagonista del dramma, il cui nome significa "terra arida", ma anche "sterilità". All'inizio della tragedia Yerma è una giovane donna dal forte desiderio di maternità, il quale diventerà sempre più disperato, in parallelo con la presa di coscienza che il suo matrimonio, combinatole dal padre, è infelice e senza amore. Yerma vede nell'arrivo di un bambino la sua unica possibilità di essere felice e soddisfatta; tuttavia il suo senso del dovere le impedisce di lasciare Juan, o anche solo di immaginare di avere un figlio con altri, perfino dopo la morte del marito.
- Juan: marito di Yerma, proprietario terriero e contadino, il cui unico scopo nella vita sembra essere il lavoro nei campi. In realtà il suo attaccamento al lavoro riflette la concretezza che gli impedisce di gioire all'idea di diventare padre, ma anche la possibile sublimazione della sua sterilità (rende fertile la terra che lavora al posto di sua moglie).
- Víctor: amico d'infanzia di Yerma e Juan, un giovanotto spigliato e sognatore. L'affinità caratteriale e la tensione fisica che si instaura tra lui e Yerma suggerisce che in passato ci sia stato del tenero tra i due, troncato dal matrimonio combinato dal padre di Yerma.
- María: amica di Yerma, all'inizio del dramma è sposata da poco e già aspetta un bambino. L'invidia di Yerma, che vede in lei la realizzazione di tutti i desideri a lei vietati, crescerà col progredire della storia.
- Dolores: donna depositaria di alcune pratiche rituali pagane, si dice che abbia il potere di rendere fertile una donna sterile.
- La Vecchia: abitante del paese dove vive Yerma, è stata sposata due volte e ha avuto ben quattordici figli. Nei primi due atti rappresenta sia quello che Yerma vorrebbe essere sia la voce della sua coscienza, poiché è lei a suggerirle che la causa della sterilità possa essere la mancanza d'amore tra lei e Juan. Nel terzo atto le rivela invece che potrebbe essere Juan a non essere adatto a Yerma, suggerendole di lasciarlo e di sposare suo figlio, in grado di amarla e darle molti figli.
- Le Cognate: sono le sorelle di Juan, chiamate dall'uomo a vigilare su Yerma; compaiono solo nel secondo atto e rappresentano tanto il bisogno di Juan di soggiogare completamente Yerma, quanto la totale assuefazione della donna all'uomo.
- Le Lavandaie: compaiono solo all'inizio del secondo atto, ma hanno un ruolo determinante nella comprensione della vicenda. Nei loro pettegolezzi sono rappresentate le opinioni che i cittadini hanno su Yerma: alcune di loro criticano la sua sterilità, l'infedeltà e la trasgressione, altre la difendono attribuendo la colpa al marito, altre ancora le sono del tutto indifferenti.

## Analisi
L'opera si basa su numerose tematiche facenti capo alle convenzioni sociali della Spagna del primo XX secolo, che Lorca, cosciente del risultato del dramma rurale poetico, elabora basandosi su una congiunzione di mito, poesia e sostanza reale. Il conflitto interno di Yerma, una donna sposata che aspira e cerca infruttuosamente di diventare madre, è principalmente dovuto alla necessità sentirsi una donna completa in quanto capace di fare ciò che ci si aspetta da una donna, ossia di badare al marito e dargli dei figli. La tragedia della protagonista è però annunciata dal suo nome ("yerma" è "deserto" in spagnolo, ma significa anche "sterile") e concretizzata dalla possibile sterilità della sua coppia. Juan, suo marito, non può né vuole avere figli, ma non dà peso a questa questione: da Yerma si aspetta esclusivamente che tenga fede al patto matrimoniale, e che quindi lo serva e lo segua in tutte le sue decisioni. Per queste ragioni quando Yerma proverà a ribellarsi alla sua decisione di non darle figli, lui attribuirà erroneamente la sua rabbia a una relazione extraconiugale, scatenando la propria gelosia.
Gelosia peraltro immotivata, dal momento che Yerma non ha la minima intenzione di tradire suo marito: sebbene sia chiara l'ambiguità del suo sentimento per Juan, e sebbene lungo tutto il corso del dramma le si presentino numerose occasioni di avere altri uomini, la protagonista non cede mai e tiene fede al voto matrimoniale, peraltro impostole.
Yerma si trova così lacerata tra il desiderio di essere madre e dunque una vera donna come tutte le altre e il senso dell'onore che le impedisce di lasciare un uomo che non ama poiché non vuole né può essere il padre dei suoi figli: sarà questa lacerazione a portare a compimento il dramma finale, che risolve tragicamente la questione: Yerma afferma di aver ucciso suo figlio e non suo marito, poiché perfino dopo la di lui morte terrà fede ai voti matrimoniali e non potrà avere figli da nessun altro uomo, uccidendo di fatto anche il suo disperato desiderio di maternità.

### Elementi pagani inYerma
Alla tragedia di Yerma fa da sfondo la morale cattolica, che seppur solo accennata è in realtà il motore dell'intera vicenda. I rigidi dettami cattolici sono infatti alla base dei due drammi personali della protagonista: sposarsi per l'unico scopo di procreare e attenersi al vincolo del matrimonio qualunque cosa accada.
Lorca attinge però anche ad elementi pagani: la figura di Dolores e della Vecchia hanno atteggiamenti che riflettono velatamente quelli del mondo pagano, e molti personaggi citano direttamente e indirettamente i quattro elementi, che finiscono per creare uno sfondo simbolico alla vicenda di Yerma. 
- La Terra: è l'elemento più citato nel corso del dramma, a partire dal nome stesso della protagonista e dalle primissime battute del recitato. La Terra è l'immagine della nutrizione e della nascita, e dunque diventa uno specchio del rapporto tra Yerma e Juan: l'uomo sceglie di fertilizzare i campi e di dedicarsi completamente alla cura della sua terra, lasciando la moglie non fecondata.
- L'Acqua: più volte nel copione si fa riferimento alla sete e all'acqua come elemento di rinascita (la Vecchia, già madre di molti bambini, porta in mano una brocca d'acqua) e purificazione (le lavandaie che lavano i panni nel fiume). La principale espressione di questo elemento è però data da Yerma e Juan: spesso la donna afferma che suo marito è assetato e vuole offrirgli da bere, come se vedesse in lui una mancanza di acqua (e dunque della capacità di procreare). Al contrario afferma che Vìctor, il "rivale" di Juan, ha una voce simile a "un torrente che scorre", quasi a voler dire che al contrario di suo marito lui è pregno di questo elemento.
- L'Aria: Si deve notare che in spagnolo il sostantivo aire è maschile, dunque insieme al fuoco costituisce un elemento maschile contrapposto a Terra e Acqua "femminili". La Vecchia cita l'aria come "soffio della vita" e dice di aver avuto quattordici figli perché si sentiva "libera come l'aria" di poterlo fare; l'aria è dunque immagine della creazione e in senso lato della sessualità maschile. Anche in questo caso Juan dimostra una notevole mancanza di questo elemento (in una battuta parla dell'idea di avere figli come "cose che svaniscono in un soffio di vento"), mentre Yerma, quando Víctor va via, si porta nel punto in cui l'uomo era fino a poco prima per respirare la sua stessa aria.
- Il Fuoco: universalmente noto come il simbolo della passione, ma è anche la luce che illumina la verità e il sole che dà vita e forza. Spesso Yerma afferma che il volto di Juan è talmente pallido che sembra non sia mai stato toccato dal sole, dimostrando per l'ennesima volta che suo marito manca della passione necessaria a procreare. Man mano che il dramma avanza l'elemento fuoco viene spesso utilizzato (le candele che illuminano Yerma durante il rito nel cimitero, poco prima che scopra la verità sulla famiglia di Juan) e nelle battute finali, poco prima dell'assassinio di Juan, Yerma dice di essere una "vittima del fuoco", ossia del suo bruciante desiderio.

## Adattamenti
Nel 1977 il regista Marco Ferreri ha realizzato un adattamento televisivo dell'opera prodotto dalla RAI con Edmonda Aldini nei panni di Yerma.